# Стецков, Алексей Сергеевич
Алексей Сергеевич Стецков (1930 год, деревня Пукосино, Почепский район, Клинцовский округ, Западная область — 2 августа 1990 года, село Баклань, Почепский район, Брянская область) — бригадир совхоза «Баклань» Почепского района Брянской области. Герой Социалистического Труда (1972).

## Биография
Родился в 1930 году в крестьянской семье в деревне Пукосино Почепского района Западной области (сегодня — Брянская область). С начала 1960-х годов — бригадир тракторно-полеводческой бригады в совхозе «Баклань» Почепского района.
Применял передовые агротехнические методы, в результате чего бригада под его руководством ежегодно получала высокие урожаи сельскохозяйственных культур. За выдающиеся трудовые показатели по итогам работы в годы Семилетки (1959—1965) был награждён в 1966 году Орденом «Знак Почёта» и Восьмой пятилетки (1966—1970) — Орденом Трудового Красного Знамени в 1971 году.
В 1972 году тракторно-полеводческая бригада Алексея Стецкова получила в среднем с каждого гектара 30 центнера зерновых на участке площадью 350 гектаров и 200 центнеров картофеля на участке площадью 75 гектаров. Указом Президиума Верховного Совета СССР от 15 декабря 1972 года удостоен звания Героя Социалистического Труда «за большие успехи достигнутые в увеличении производства и продажи государству зерна, других продуктов земледелия, и проявленную трудовую доблесть на уборке урожая» с вручением ордена Ленина и золотой медали Серп и Молот.
Избирался делегатом XXV съезда КПСС и неоднократно — депутатом Бакланского сельского Совета депутатов трудящихся.
После выхода на пенсию проживал в селе Баклань Почепского района. Умер в августе 1990 года.
Награды и звания
- Герой Социалистического Труда
- Орден Ленина
- Орден Знак Почёта (23.06.1966)
- Орден Трудового Красного Знамени (08.04.1971)